# Дені Сегі Крагбе
Дені́ Сегі́ Крагбе́ (фр. Denis Ségui Kragbé; 10 квітня 1938 — 4 липня 1998) — івуарійський легкоатлет, чемпіон та призер Всеафриканських ігор, олімпієць.

## Життєпис
Народився у місті Сасандра, адміністративному центрі реґіону Ґбокле округу Нижня Сасандра.
На Іграх дружби 1961 року в Абіджані (Кот-д'Івуар) здобув бронзову медаль у штовханні ядра, а на Іграх дружби 1963 року у Дакарі (Сенегал) — бронзову медаль у метанні диска.
На перших Всеафриканських іграх 1965 року у Браззавілі (Республіка Конго) переміг у змаганнях штовхачів ядра, а також посів друге місце у метанні списа.
На Всеафриканських іграх 1973 року у Лагосі (Нігерія) став бронзовим призером у метанні диска.
Двічі, у 1964 та 1968 роках, брав участь у літніх Олімпійських іграх.